# جورج شميت (سياسي)
جورج شميت هو نقابي وسياسي ألماني، ولد في 22 نوفمبر 1875 في Biebrich (Wiesbaden) ‏ في ألمانيا، وتوفي في 22 فبراير 1946 في برلين في ألمانيا. نشط حزبياً في الحزب الديمقراطي الاجتماعي الألماني. وقد انتخب عضو مجلس الشورى الموحد بروسيا ‏ وانتخب عضو في الرايخستاغ في  جمهورية فايمار ‏.